# Borough (stacja metra)
Borough - stacja metra londyńskiego położona w dzielnicy Southwark. Zatrzymują się na niej pociągi Northern Line jadące przez odgałęzienie Bank. Rocznie korzysta z niej ok. 4,2 mln pasażerów. Należy do pierwszej strefy biletowej.